# Porto Sudeste
O Porto Sudeste, localizado em Itaguaí, no estado do Rio de Janeiro, é um dos principais terminais portuários privados do Brasil, com foco predominante na movimentação de minério de ferro e carvão. Inaugurado em 2014, o Porto Sudeste é um terminal privado de uso misto, com concessão do Governo Federal. Após sua inauguração, o terminal rapidamente se consolidou como um ponto estratégico para a exportação de commodities, desempenhando um papel central no comércio exterior do Brasil.

## Histórico
O Porto Sudeste é operado por uma joint venture entre a Mubadala Capital e a Trafigura, uma das maiores tradings de commodities do mundo. Desde a sua inauguração, o terminal tem se destacado pela sua infraestrutura moderna e sua capacidade de movimentar grandes volumes de minério de ferro, com um potencial de movimentação de até 50 milhões de toneladas de minério por ano. Em 2023, o Porto Sudeste embarcou cerca de 26,1 milhões de toneladas de minério de ferro, um aumento significativo em relação aos 17,4 milhões de toneladas de 2022. Além disso, o porto também realizou nove operações de transbordo de petróleo, um incremento em relação aos cinco transbordos realizados no ano anterior.

## Localização
A escolha da localização de Itaguaí, no Rio de Janeiro, tem sido um diferencial estratégico para o Porto Sudeste. O terminal está situado perto de importantes minas de minério de ferro em Minas Gerais, o que facilita a logística e transporte dessas commodities para o mercado internacional. O terminal é capaz de operar navios de grande porte, como os Capesize, que são ideais para o transporte de minério devido à sua alta capacidade de carga.
O Porto Sudeste está intimamente conectado à Mineração Morro do Ipê, localizada em Minas Gerais. Em 2016, as duas empresas, Mubadala e Trafigura, formaram uma joint venture, que inclui duas minas e suas unidades de processamento. A mina Morro do Ipê produz cerca de 3,5 milhões de toneladas de minério de ferro por ano, e recentemente, um investimento de R$ 1,3 bilhões está sendo realizado para expandir a produção total para 9 milhões de toneladas anuais. A proximidade entre o porto e a mina cria uma cadeia de suprimentos integrada e eficiente, facilitando a exportação de grandes volumes de minério.

## Resultados
O desempenho do Porto Sudeste em 2023 foi notável. Além do aumento significativo no volume de minério de ferro exportado, o terminal também registrou uma alta nas operações de transbordo de petróleo, com nove transbordos realizados, superando os cinco registrados no ano anterior. A capacidade do terminal de movimentar 50 milhões de toneladas por ano coloca o Porto Sudeste entre os principais terminais privados do Brasil.